# تپه گرد قسل
تپه گرد قسل مربوط به هزاره اول (پیش از میلاد) است و در شهرستان پیرانشهر، بخش لاجان، دهستان لاهیجان شرقی، روستای قره خضر واقع شده است. این اثر در تاریخ ۳۰ دی ۱۳۸۵ با شمارهٔ ثبت ۱۶۸۷۴ به عنوان یکی از آثار ملی ایران به ثبت رسیده است.